# Dumitru Tilică Burileanu
Dimitrie M. Burileanu (cunoscut și sub numele de Dumitru Tilică Burileanu) (n. 25 aprilie 1878, Turnu Severin – d. 24 mai 1954, Sighet) a fost guvernator al Băncii Naționale a României în perioada 11 ianuarie 1927 - 9 martie 1931 și fruntaș al Partidului Poporului.

## Biografie
Dumitru Burilleanu a fost jurist cu doctoratul ținut la Paris, guvernator al Băncii Naționale Române, deputat pentru județul Mehedinți în șase legislaturi.
Săptămânalul Românul din 16 ianuarie 1927, editat la Arad de Tinerimea Națională Țărănistă, publica următorul anunț:
- Noul guvernator al Băncii Naționale a fost numit d. Tilică Burileanu, care a și fost instituit cu data de 11 Ianuarie a. c. Noul guvernator e tot atât de puțin cunoscut publicului ca și cel care pleacă, și — se poate — tot atât de priceput.

În timpul guvernului G.G. Mironescu, pentru a face față crizei economice, s-a decis contractarea unui împrumut la Banca Franței. Pentru supravegherea cheltuirii banilor astfel obținuți, României i s-a impus prezența unui consilier al Societății Națiunilor. Dumitru Burileanu, guvernatorul Băncii Naționale, s-a împotrivit acestei tutele. Ca urmare, a fost demis și înlocuit cu dr. Constantin Angelescu.
Printr-o decizie a M.A.I., Dumitru Burilleanu a primit o condamnare administrativă de 24 de luni, majorată apoi cu 60 luni, prin Decizia M.A.I. nr. 559/1953.
Dumitru Burileanu, fost membru al unui partid fascist (Partidul Poporului) a fost arestat în noaptea de 5/6 mai 1950 la domiciliul său din Craiova și, împreună cu alți foști demnitari interbelici, a fost încarcerat la Închisoarea de la Sighet. În închisoare s-a îmbolnăvit de cancer la stomac, nu i s-a acordat niciun tratament medical. Directorul închisorii a înștiințat conducerea Direcției Generale a Penitenciarelor despre decesul său prin următoarea formulă: „Raportăm că deținutul Burileanu Dumitru (zis Tilică) în vârstă de 77 ani a murit în seara zilei de 24 mai 1954 suferind de insuficiență circulatorie cardiacă. Susnumitul a avut ultimul domiciliu la Craiova”.
În aceași închisoare au fost încarcerați în același timp cinci foști guvernatori ai Băncii Naționale a României: Constantin Angelescu, Dumitru Burilleanu, Grigore Dimitrescu, Mihail Manoilescu și Constantin Tătăranu.
Soția sa, Elena Burileanu, a fost evacuată cu forța din casa sa din Craiova, Calea Severinului, și trimisă cu domiciliu obligatoriu, unde a murit în 1951.